# Magyarszilvás
Magyarszilvás (románul: Pruniș, korábban Silvașul Unguresc) falu Romániában, Erdélyben, Kolozs megyében.

## Fekvése
Kolozsvártól 24 km-re délre fekszik.

## Nevének eredete
Hivatalos helynévadással keletkezett mai román nevének jelentése 'szilvafás'. Először 1367-ben, Ziluas néven említették. Nevének előtagja 1715-ben jelent meg: Magyar Szilvás.

## Története
Torda, 1876 után Torda-Aranyos vármegyéhez tartozott. 1499-ben a Szilvási, a Losonczi, a Dezsőfi és a Szilvási Csezeliczki családok birtoka volt. A 17. században a Szilvási (a korábbi Cseszeliszky) családnak a faluban várkastélya volt és védelmük alatt unitárius egyháza is működött. 1702-ben a falu a Bethlen családé lett. Unitárius egyházközsége a 18. század első felében megszűnt. Várkastélyának a 19. század közepén már csak nyomai látszottak.

## Népessége
- 1910-ben 334 lakosából 327 volt román és 6 cigány anyanyelvű; 331 görögkatolikus és 3 református vallású.
- 2002-ben 139 lakosából 117 volt román, 20 cigány és 2 magyar nemzetiségű; 64 ortodox és 45 görögkatolikus vallású.